# Niederdorf, Sydtyrolen
Niederdorf (tyskt uttal: [ˈniːdɐdɔrf], italienska: Villabassa [ˌvillaˈbassa]) är en ort och kommun i provinsen Sydtyrolen i regionen Trentino-Sydtyrolen i norra Italien. Den är belägen cirka 70 kilometer nordost om Bolzano. Kommunen har 1 622 invånare (2024), på en yta av 18,03 km². Enligt 2024 års folkräkning talar 88,93 % av befolkningen tyska, 11,00 % italienska och 0,07 % ladinska som modersmål.